# Rahmengesetz
Ein Rahmengesetz war nach deutschem Recht ein Gesetz, das den jeweiligen Rechtsbereich nicht vollständig regelte.

## Deutschland
Rahmengesetze waren Bundesgesetze, die nur die wesentlichen Grundzüge regelten und die Detailregelungen − die Ausfüllung des Rahmens − der Gesetzgebung der einzelnen Länder überließen. Hintergrund ist die Aufteilung von Gesetzgebungsbefugnissen zwischen Bund und Ländern im deutschen Verfassungsrecht. Die Rahmengesetzgebung war bis zur Föderalismusreform I in Art. 75 GG vorgesehen. Mit Inkrafttreten der Reform zum 1. September 2006 sind die Regelungsmaterien teils in die ausschließliche oder konkurrierende Gesetzgebung des Bundes überführt worden, teils den Ländern zugefallen.

### Ehemalige Regelungsbereiche
Art. 75 GG enthielt die Liste von Themen, für die der Bund die Befugnis zur Rahmengesetzgebung hatte:
1. das Recht des öffentlichen Dienstes (Beamtenrechtsrahmengesetz)
2. die Grundsätze des Hochschulwesens (Hochschulrahmengesetz)
3. das Pressewesen (von dieser Rahmenkompetenz hat der Bund keinen Gebrauch gemacht)
4. Jagdwesen, Naturschutz und Landespflege (Bundesjagdgesetz, Bundesnaturschutzgesetz)
5. Bodenverteilung, Raumordnung und Wasserhaushalt (Raumordnungsgesetz, Wasserhaushaltsgesetz)
6. Melde- und Ausweiswesen (Melderechtsrahmengesetz, Passgesetz)
7. Schutz deutschen Kulturguts gegen Abwanderung in das Ausland (Gesetz zum Schutz deutschen Kulturgutes gegen Abwanderung)

Art. 75 Abs. 1 GG gab dem Bund diese Kompetenz aber nur „unter den Voraussetzungen des Artikels 72“, verwies also auf die damals noch für die gesamte konkurrierende Gesetzgebung geltende Erforderlichkeitsklausel. Die Länder waren verpflichtet, innerhalb einer durch das Gesetz bestimmten angemessenen Frist die erforderlichen ausfüllenden Landesgesetze zu erlassen (Art. 75 Abs. 3).

### Problematik
Zwischen Bund und Ländern gab es häufig Streit darüber, wie sehr ein Rahmengesetz ins Detail gehen dürfe. In diesen Streitigkeiten wurde vom Bundesverfassungsgericht entschieden, dass den Ländern noch substanzielle eigene Regelungsmöglichkeiten belassen werden müssen, zu genau definierten einzelnen Punkten ein Rahmengesetz jedoch auch vollständige und abschließende Regelungen enthalten dürfe, bei denen den Ländern kein Raum zur eigenständigen Ausfüllung mehr bleibt, falls es wichtige Gründe für eine bundeseinheitliche Regelung (z. B. gleichwertige Lebensbedingungen) gibt.
Rahmenvorschriften durften „nur in Ausnahmefällen in Einzelheiten gehende oder unmittelbar geltende Regelungen enthalten“ (Abs. 2). Erst 1994 war die Verfassung insoweit zugunsten der Länder geändert worden, um ihnen gesetzgeberischen Spielraum zurückzugeben.
Die strenge Auslegung der Erforderlichkeitsklausel durch das Bundesverfassungsgericht hatte auch Rückwirkungen auf die Rahmengesetzgebung (vgl. das Urteil zur Juniorprofessur).

### Übergangsrecht
Das Schicksal der bisher wirksam erlassenen Rahmengesetze ist in Art. 125a Abs. 1 und Art. 125b Abs. 1 GG geregelt. Danach gilt das bisherige Recht zunächst als Bundesrecht fort.
Zusätzlich wird danach unterschieden, ob es sich um Recht handelt, das der Bund auch nach dem 1. September 2006, also nach Inkrafttreten der Föderalismusreform, wirksam erlassen könnte.

#### Neuerlass nicht mehr möglich
Ist das nicht der Fall, so können die Länder das Bundesrecht durch eigene Gesetze ersetzen, Art. 125a Abs. 1 Satz 2 GG. Dadurch kommt es − zumindest in einer Übergangszeit − zu einem Nebeneinander von partiellem Bundes- und Landesrecht. Nach dem Willen des verfassungsändernden Gesetzgebers sollen aber kleinere Änderungen sowie die komplette Aufhebung durch den Bundesgesetzgeber möglich bleiben.

#### Neuerlass auf anderer Kompetenzgrundlage noch möglich
Immer noch erlassen könnte der Bund solche Gesetze aber dann, wenn es sich um Materien handelt, die jetzt in die ausschließliche Gesetzgebung oder die konkurrierende Gesetzgebung des Bundes fallen. In diesem Fall gelten nicht nur die bisherigen Gesetze fort, sondern auch die aus der ehemaligen Rahmengesetzgebung entspringenden „Befugnisse und Verpflichtungen der Länder zur Gesetzgebung“ (Art. 125b Abs. 1 Satz 2 GG). 
Soweit der Bund das Recht nur noch mit Abweichungskompetenz der Länder erlassen könnte, dürfen diese auch vom alten Recht abweichen. In bestimmten Gebieten wird diese Abweichungskompetenz aber noch einige Zeit herausgezögert, um dem Bund zuvor die Gelegenheit zu geben, ein Rechtsgebiet noch umfassend zu regeln. Im Einzelnen gilt daher: Länder dürfen das Bundesrecht ersetzen über
- Naturschutz und Landschaftspflege (ohne die allgemeinen Grundsätze des Naturschutzes, das Recht des Artenschutzes oder des Meeresnaturschutzes) ab dem 1. Januar 2010,
- Wasserhaushalt (ohne stoff- oder anlagenbezogene Regelungen) ebenfalls ab dem 1. Januar 2010,
- Hochschulzulassung und Hochschulabschlüsse ab dem 1. August 2008,

sofern der Bund nicht früher neue Gesetze erlassen hat; in diesem Fall dürfen sie es mit Inkrafttreten dieser Gesetze ersetzen.

## Schweiz
In der Schweiz ist der Begriff weniger klar definiert. Er wird auf Bundes- und Kantonsebene verwendet. Die Detailregelungen können durch die Regierung (in Form von Verordnungen) oder auf der jeweils unteren staatlichen Ebene (durch die Kantone für Bundesgesetze, durch die Gemeinden für kantonale Gesetze) ausgestaltet werden.

## Italien
Die italienische Verfassung beinhaltet einen sehr umfangreichen Katalog mit Sachgebieten, die der Rahmengesetzgebung zuzuschreiben sind:
- die internationalen Beziehungen der Regionen und ihre Beziehungen zur Europäischen Union;
- Außenhandel;
- Arbeitsschutz und -sicherheit;
- Unterricht, unbeschadet der Autonomie der Schuleinrichtungen und unter Ausschluss der theoretischen und praktischen Berufsausbildung;
- Berufe;
- wissenschaftliche und technologische Forschung und Unterstützung der Innovation der Produktionszweige;
- Gesundheitsschutz;
- Ernährung;
- Sportgesetzgebung;
- Zivilschutz;
- Raumordnung;
- Häfen und Zivilflughäfen;
- große Verkehrs- und Schifffahrtsnetze;
- Regelung des Kommunikationswesens;
- Produktion, Transport und gesamtstaatliche Verteilung von Energie; Ergänzungs- und Zusatzvorsorge;
- Koordinierung der öffentlichen Finanzen und des Steuersystems;
- Aufwertung der Kultur- und Umweltgüter und Förderung und Organisation kultureller Tätigkeiten;
- Sparkassen;
- Landwirtschaftsbanken, Kreditinstitute regionalen Charakters;
- Körperschaften für Boden- und Agrarkredit regionalen Charakters.

Der Staat legt die wesentlichen Grundsätze eines Sachgebietes per Gesetz, das den Namen Rahmengesetz (legge cornice) trägt, fest; jede einzelne Region oder autonome Provinz ist befugt, durch eigene Gesetze diese Grundsätze weiterzuentwickeln und zu präzisieren, den eigenen Bedürfnissen anzupassen. Diese Gesetze enthalten sogenannte Detailnormen (norme di dettaglio). Weil der Staat oft keine einschlägigen Rahmengesetze erlassen hat, beziehen sich die regionalen Gesetze auf die allgemeinen Grundsätze eines Sachgebietes, wie sie aus den verschiedenen staatlichen Rechtsnormen zu entnehmen sind. 
Im italienischen Recht heißt diese Art der Gesetzgebung competenza concorrente, sie entspricht aber keineswegs der konkurrierenden Gesetzgebung, sondern der in Deutschland abgeschafften Rahmengesetzgebung. In amtlichen Übersetzungen – etwa in Südtirol – wird trotzdem der Begriff konkurrierende Gesetzgebung verwendet.